# Ga Jeongeup
Ga Jeongeup là ga KTX trong thành phố Jeongeup. Nó trên Tuyến Honam KTX.

## Liên kết
- Mạng thông tin trạm Jeongeup[liên kết hỏng] từ Korail (tiếng Hàn)